# Medicina preistorică

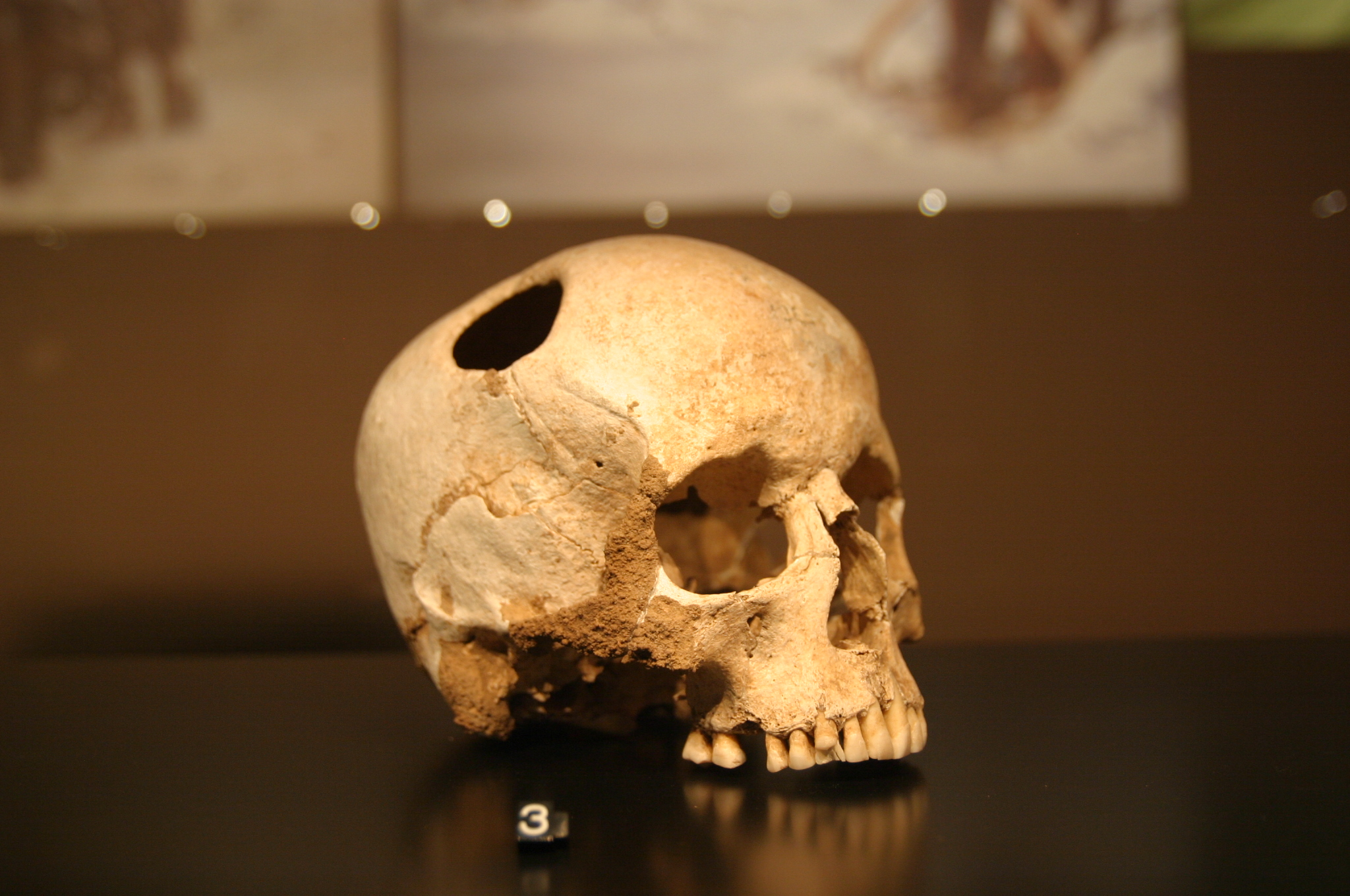
Craniu al unei tinere care a suferit o trepanaţie (Neolitic - 3500 î.Hr.): cicatrizarea oaselor indică faptul că persoana a supraviețuit operației.

Medicina preistorică include acea perioadă din istoria medicinei anterioară momentului inventării scrisului. 

## Izvoare
În lipsa izvoarelor scrise, se apelează la:
- paleopatologie - studiază urme ale proceselor patologice, dar și ale încercărilor de tratare și vindecare, conservate pe scheletele vechi;
- etnologie - sunt studiate conceptele și practicile medicale ale civilizațiilor actuale aflate pe o treaptă inferioară de dezvoltare socială (triburi din Amazonia, Australia, Polinezia)

### Paleopatologie
Studiul oaselor fosilizate constituie principala sursă de informare aflată la dispoziția cercetătorilor. Analiza oaselor permite determinarea bolilor de care sufereau oamenii preistorici. De exemplu, metastazele osoase sunt ușor de recunoscut; tuberculoza și sifilisul au efecte specifice asupra oaselor. De asemenea, se pot urmări efectele fracturilor, dacă s-a recurs la aparat de imobilizare în scopul vindecării.
Decoperirile arheologice au demonstrat asemănarea dintre maladiile omului preistoric și ale celui contemporan.
Chiar și așa-numitele boli ale civilizației, de exemplu scoliozele sau artrozele, existau și în acea epocă.
Astfel, pe o coloană vertebrală veche de 5.500 de ani, găsită într-un tumul neolitic normand din La Hoguette se observă leziuni de spondilartrite anchilozante, boală atât de frecventă și în prezent.
Efectuarea unor intervenții chirurgicale, cum ar fi trepanarea sau amputarea, ne oferă informații valoroase privind practica medicală.
Prima descriere paleopatologică se datorează naturalistului german Eugen Johann Christoph Esper, care, în 1774, a semnalat un femur de urs al cavernelor purtând o formație canceroasă (în realitate era vorba de un calus enorm, după o fractură).
Intepretarea eronată a mărturiilor arheologice poate duce la concluzii greșite. Astfel, descoperirea, în august 1856  a rămășițelor Omul de Neanderthal a stârnit discuții aprinse. Adversarii evoluționismului explicau forma acelui craniu (cu fruntea mai mică și teșită, cu orbitele proeminente) ca fiind o consecință a rahitismului, microcefaliei sau acromegaliei.
Aceeași prudență trebuie manifestată în studiul paleopatologic în general. Anumite deformări ale oaselor membrelor inferioare din paleolitic și neolitic, constând în turtiri, curbări sau îngroșări, au fost puse fie pe seama rahitismului, fie a deprinderii de a sta ghemuit, fie a surmenajului fizic general datorat traiului greu. În realitate este vorba de diferențele antropometrice dintre rasele umane.
O altă sursă de erori în cadrul paleopatologiei o constituie generalizarea unor cazuri izolate. Astfel, s-a susținut o perioadă că omul de Neanderthal era incapabil să se mențină în poziție verticală. Afirmația se baza pe studiul efectuat asupra unui schelet descoperit la La Chapelle-aux-Saints (Franța)). Ulterior s-a dovedit că multiplele deformații osoase ale individului, ce provenea din paleolitic, se datorau reumatismului. Afecțiunile reumatismale erau frecvente în acea epocă, cauza constând atât în condițiile climatice, cât și în infecțiile cronice de care sufereau strămoșii noștri: amigdalită, abcese dentare și alte inflamații la nivelul cavității bucale.
În schimb, rahitismul pare să fi fost destul de rar în perioada preistorică și aceasta datorită traiului sub cerul liber, în bătaia soarelui și alimentația bogată în vitamine.

### Etnologie
Prin studierea anumitor grupuri etnice (de exemplu cele din Africa de est), putem trage unele concluzii privind modul de efectuare a actului medical. Însă apar unele dificultăți de interpretare și acestea datorită varietății climatice și a diferențelor dintre practicile fiecărei etnii.

## Medicina, religia și folclorul
În preistorie, actul medical avea și conotații mistico-religioase. Tămăduitorii erau atât sacerdoți, cât și vraci sau șamani.

## Primele acte chirurgicale

### Trepanarea

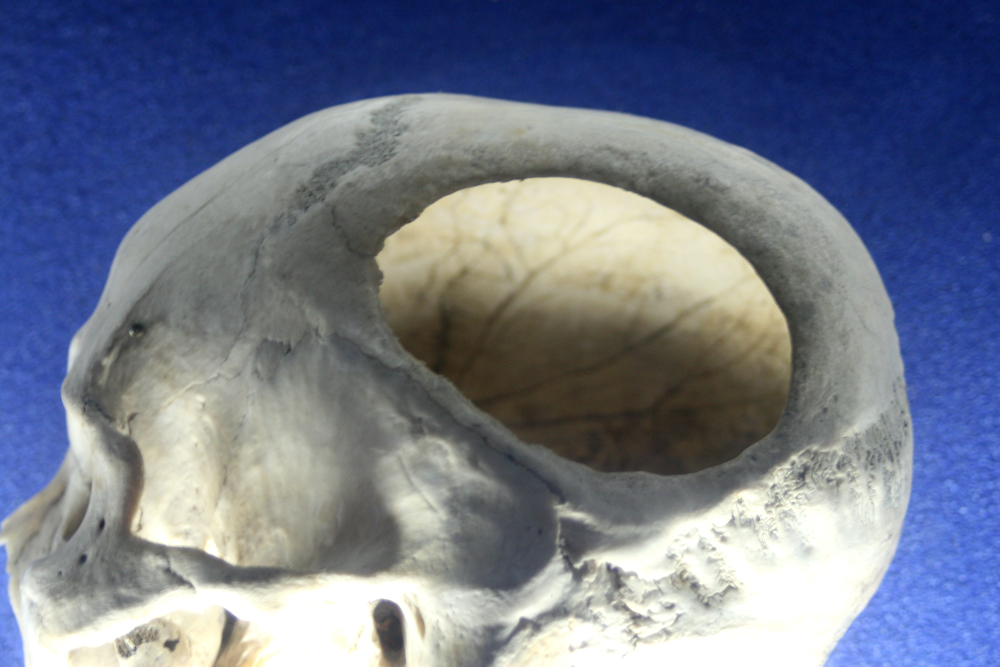
Craniu trepanat provenind din neolitic (Nogent-les-Vierges, Oise)

Trepanarea este cea mai veche formă de chirurgie atestată arheologic, cele mai vechi vestigii fiind datate în neolitic și chiar în mezolitic. În anumite regiuni era destul de răspândită. Astfel, într-un sit arheologic din Franța datat în 6500 î.Hr. (regiunea Sena-Oise-Marna, departamentul Lozère), din 120 de cranii, 40 posedau orificii practicate prin trepanare.
Operația consta în perforarea craniului în scopul îndepărtării unei porțiuni de os cranian. Se urmărea fie reducerea hipertensiunii craniene, fie alungarea spiritelor maligne. Printre pacienți se numărau cei cu tulburări psihice (cum ar fi epilepsia) sau cei care au suferit fracturi craniene.
Și pe teritoriul țării noastre, explorările arheologice efectuate în comuna Galații Bistriței (județul Bistrița-Năsăud) au descoperit un instrument cu aspect trepanator, care pare a dovedi practicarea în acel timp (secolul al III-lea î.Hr.) a unor astfel de operații chirurgicale rituale în această regiune din nordul Transilvaniei.

### Amputarea degetelor
Mai multe reprezentări în cadrul picturilor rupestre înfățișează mâini cu degete amputate. În ceea ce privește semnificația, părerile paleopatologilor sunt împărțite. Unii consideră drept cauze cangrena, infecțiile digitale, sau degerăturile (frecvente în perioada glaciară) iar alții atribuie o semnificație simbolică, fiind vorba de degete în poziție flexionată, amputarea fiind aparentă.